# Immunreceptor

Egy immunreceptor sematikus ábrázolása

Az immunreceptor olyan, általában sejtmembránon található receptor, ami egy anyaghoz (például citokinhez) kötődik, és immunválaszt idéz elő.

## Típusai
Az immunrendszer legfontosabb receptorai a mintafelismerő, a Toll-szerű (TLR), az ölősejt-aktiváló és -gátló receptorok, a komplement-, az Fc-, a B- és a T-sejtreceptorok. Az egyes immunreceptorok által felismert eltérő ligandok ellenére a sejtbeli jelátvitelben nagymértékű hasonlóságot mutatnak.
| Receptor                                           | Kapcsolódási hely                                                    | Funkció |
| -------------------------------------------------- | -------------------------------------------------------------------- | --- |
| Mintafelismerő receptorok (például TLR-ek, NLR-ek) | Patogénnel társított molekuláris minták                              | Citokintermelés szabályozása → gyulladás → patogén elölése                                                              |
| ölősejt-aktiváló és -gátló receptorok              |                                                                      | Természetes ölősejtek irányítása a rendellenes sejtek felismerésére (KAR) vagy a nem megfelelő sejtölés gátlására (KIR) |
| komplementreceptorok                               | komplementer fehérjék például mikrobákon                             | Faló- és B-sejtek számára teszi lehetővé a mikrobák és immunkomplexek felismerését                                      |
| Fc-receptorok                                      | epitóp-antitest komplexek                                            | Fagocitózis szabályozása                                                                                                |
| B-sejtreceptorok                                   | epitópok                                                             | B-sejtek differenciálódása plazmasejtekké, majd proliferációja                                                          |
| T-sejtreceptorok                                   | a fő hisztokompatibilitási komplexhez (MHC) kötött lineáris epitópok | T-sejtek aktivációja |
| Citokinreceptorok                                  | citokinek                                                            | Immunválaszok szabályozása és koordinációja                                                                             |

## Fordítás
Ez a szócikk részben vagy egészben  az   Immune receptor című angol Wikipédia-szócikk fordításán alapul.  Az eredeti cikk szerkesztőit annak laptörténete sorolja fel. Ez a jelzés csupán a megfogalmazás eredetét és a szerzői jogokat jelzi, nem szolgál a cikkben szereplő információk forrásmegjelöléseként.